# Thou Art in Heaven
„Thou Art in Heaven“ je píseň britského multiinstrumentalisty Mika Oldfielda. Vydána byla jako jeho čtyřicátý první singl v létě 2002 a v britské hudební hitparádě se neumístila.
Skladba „Thou Art in Heaven“, nazpívaná Oldfieldovou sestrou Sally, pochází z jeho alba Tr3s Lunas. Její původ ale sahá až do roku 1999, kdy na Silvestra tohoto roku se konal koncert The Art in Heaven Concert, na kterém Oldfield zahrál skladbu „Art in Heaven“, jejíž střední část pak po úpravách dala vzniknout právě skladbě „Thou Art in Heaven“. Na singlu ji (v rádiové verzi) ještě doplňují její čtyři remixy a také cizojazyčné (španělská, francouzská a německá) verze písničky „To Be Free“ se zpěvem Jude Sim.

## Seznam skladeb
1. „Thou Art in Heaven (Radio Edit)“ (Oldfield) – 3:43
2. „Thou Art in Heaven (Pumpin' Dolls vs. Mighty Mike Club Mix – Radio Edit)“ (Oldfield, remix: Pumpin' Dolls) – 4:39
3. „Thou Art in Heaven (Soultronik-Stethoscope – Radio Edit)“ (Oldfield, remix: Soultronik) – 3:55
4. „Thou Art in Heaven (Pumpin' Dolls vs. Mighty Mike Club Mix)“ (Oldfield, remix: Pumpin' Dolls) – 9:50
5. „Thou Art in Heaven (Soultronik-Stethoscope Mix)“ (Oldfield, remix: Soultronik) – 8:25
6. „To Be Free (Spanish Version – Radio Edit)“ (Oldfield) – 3:58
7. „To Be Free (French Version – Radio Edit)“ (Oldfield) – 3:58
8. „To Be Free (German Version – Radio Edit)“ (Oldfield) – 3:59